# Cirque de Pineta
Le cirque de Pineta est un cirque naturel d'origine glaciaire situé dans la haute vallée de Pineta à l'extrême nord de la province de Huesca en Espagne.
Il faite partie du parc national d'Ordesa et du Mont-Perdu dans sa partie ouest, dominé par le mont Perdu.